# 棱似鲴
棱似鲴（学名：Xenocyprioides carinatus），也称梭似鲴，为輻鰭魚綱鯉形目鲴科似鲴属的其中一種鱼类。分布于中國廣西壯族自治區龙州附近属于珠江水系的小水体等。该物种的模式产地在广西龙州、属西江水系。
其种加词“carinatus”意为“具有龙骨脊的”。
棱似鲴体长可达4公分，棲息在河川底中層水域。，生活習性不明。